# Mongolia (Schiff, 1904–1917)
Die Mongolia (II) war ein 1903 fertiggestellter Passagierdampfer der britischen Reederei Peninsular and Oriental Steam Navigation Company (P&O), der im Passagier- und Postverkehr zwischen Großbritannien und Australien eingesetzt wurde. Das Schiff lief am 24. Juni 1917 bei Bombay auf eine Seemine und sank. Dabei kamen 23 der etwa 500 Menschen an Bord ums Leben.

## Geschichte
Das 9.505 BRT große, aus Stahl gebaute Dampfschiff Mongolia war das zweite Schiff von P&Os Passagier- und Postschiffen der M-Klasse. Bis 1911 wurden neun weitere Schiffe dieser Klasse in Dienst gestellt. Die Schwesterschiffe der Mongolia waren die Moldavia (1903), die Marmora (1903), die Macedonia (1904), die Mooltan (1905), die Morea (1908), die Malwa (1909), die Mantua (1909), die Maloja (1911) und die Medina (1911). Von diesen insgesamt zehn Schiffen wurden sechs im Ersten Weltkrieg durch deutsche Torpedos oder Seeminen versenkt, wodurch insgesamt 250 Menschen ums Leben kamen. Als letztes wurde die Mantua 1935 in Shanghai abgewrackt.
Die Mongolia wurde bei der Werft Caird & Company in Greenock gebaut und lief dort am 13. August 1903 vom Stapel. Wie die etwa zur selben Zeit bei der gleichen Werft fertiggestellte Moldavia wurde die Mongolia für den Passagier- und Postverkehr nach Australien gebaut und wurde für 348 Passagiere der First Class (Erste Klasse) und 166 Passagiere der Saloon Class (Salonklasse) ausgelegt.
Das Schiff hatte zwei Schornsteine, zwei Masten und zwei Propeller. Es wurde mit zwei dreizylindrigen Dreifachexpansions-Dampfmaschinen von Caird & Company angetrieben, die eine maximale Reisegeschwindigkeit von 17 Knoten (31,5 km/h) ermöglichten. Obwohl noch vor Jahresende fertiggestellt, legte die Mongolia erst am 5. Februar 1904 in London zu ihrer Jungfernfahrt nach Sydney via Colombo und Melbourne ab. Auf dieser Route blieb sie während ihrer gesamten Dienstzeit. Zwischen 1910 und 1912 legte sie bei zwei Fahrten auch in Auckland (Neuseeland) an.
Am 24. Juni 1917 gegen 13.15 Uhr lief die Mongolia, die sich mit Passagieren, Fracht und Post auf einer weiteren Fahrt von London nach Sydney befand, im Arabischen Meer etwa 50 Seemeilen südwestlich von Bombay auf eine Seemine, die von dem deutschen Hilfskreuzer Wolf gelegt worden war. Die Passagiere saßen gerade beim Mittagessen. Die Explosion ereignete sich direkt unter dem Maschinenraum und war nach Aussage von Überlebenden so heftig, dass die Maschinerie aus dem Schiffsrumpf gerissen wurde. Die 16 Rettungsboote konnten innerhalb von 12 Minuten zu Wasser gelassen werden. Etwa fünf Minuten nachdem das letzte Boot das sinkende Schiff verlassen hatte, ging die Mongolia unter.
Drei Passagiere, drei Maschinisten, drei europäische und 14 asiatische Mannschaftsmitglieder (insgesamt 23 Menschen) kamen bei dem Untergang ums Leben. Die übrigen etwa 500 Passagiere und Besatzungsmitglieder konnten das Schiff sicher verlassen, aber die Post ging mit dem Schiff unter. Die Mongolia wurde im folgenden Jahr durch ein neues, gleichnamiges Schiff ersetzt.